# Horling Róbert
Horling Róbert (Budapest, 1931. április 19. – Budapest, 1992. augusztus 13.) Balázs Béla-díjas magyar fotóművész, vízilabdázó, egyetemi tanár.

## Életpályája
1946-1961 között válogatott vízilabdázó volt. 1949-ben érettségizett a Kölcsey Ferenc Gimnáziumban. 1949-1992 között a Magyar Távirati Iroda munkatársa, 1978-ban művészeti vezetője volt. 1955-től készített fényképeket. 1957-1960 között elvégezte a MÚOSZ Újságíró Iskolát. 1959-1970 között a Fotó szerkesztőbizottsági tagja volt. 1967-1972 között a Marxizmus-Leninizmus Esti Egyetem esztétika, filozófia és vallástörténet szakon végzett. 1985-1991 között a Magyar Iparművészeti Főiskola oktatója volt. 1990-1992 között a belpolitikai fotó főszerkesztőség főszerkesztőjeként dolgozott.

## Kiállításai

### Egyéni
- 1963, 1970, 1979, 1990, 1996 Budapest
- 1970 Kecskemét
- 1986 Mosonmagyaróvár
- 1988 Szeged, Cambridge, Sydney
- 1990 Sajószentpéter, Izrael, Sydney, Melbourne, Szeged
- 1992 Balatonalmádi

### Csoportos
- 1957 Pécs
- 1958, 1962 Budapest
- 1966 Moszkva
- 1975 Kanada
- 1983 Siófok
- 1989 Köln

## Fotói
- Halászok (1957. I. Pécsi Művészi Fényképkiállítás, Hivatásosok csoportja: I. díj)
- Üvegcsendélet (1969)
- Tanimpex (1971)
- A bohóc - Krúdy, Szindbád trilógia 1. (1975)

## Díjai
- AFIAP-díj (1959)
- EFIAP-díj (1966)
- Pécsi József-díj (1978)